# Clione limacina
Clione limacina, là một loài thiên thần biển được tìm thấy từ mặt biển đến độ sâu 350 m. Loài này sinh sống ở cả Bắc Băng Dương và biển Nam Cực.
Loài này được miêu tả lần đầu bởi Martens vào năm 1676.

## Phân loài
- Clione limacina australis (Bruguière, 1792)[4]
- Clione limacina limacina (Phipps, 1774)[4]